# Albert von Schrenck-Notzing
Albert von Schrenck-Notzing, né le 18 mai 1862 à Oldenbourg et mort le 12 février 1929 à Munich, est un médecin et pionnier de la psychothérapie et de la parapsychologie allemand. Il enquêta sur les médiums fameux de son temps comme Willi Schneider et Éva C.

## Origines
Le baron (Freiherr), Albert von Schrenck-Notzing est issu d'une vieille famille patricienne munichoise, les Schrenck von Notzing (de). Il est le fils du capitaine Franz von Schrenck-Notzing (1824-1905) et de son épouse Meta Abbes (1842-1904). Son frère Hermann (1863-1926) fut lieutenant-colonel, son oncle, Wilhelm von Schrenck-Notzing (de) (1828-1892), fut maire d'Oldenbourg.

## Biographie
Il étudia la médecine à Munich et reçut son doctorat en 1888. L'année suivante, il se fixa à Munich en tant que généraliste. Puis il se consacra à la psychologie et fut le premier psychothérapeute du sud de l'Allemagne.
Schrenck-Notzing acquit la notoriété entre autres avec ses expériences sur l'hypnose. En 1886, il fonda à Munich, avec le philosophe Carl du Prel, la Psychological Society, qui se consacrait à des questions aujourd'hui associées principalement à la parapsychologie. Schrenck-Notzing s'intéressa particulièrement au potentiel thérapeutique de l'hypnose. En tant que psychothérapeute, il développa de nouvelles méthodes de traitement des dysfonctionnements sexuels et de la neurasthénie.

## Médiumnisme

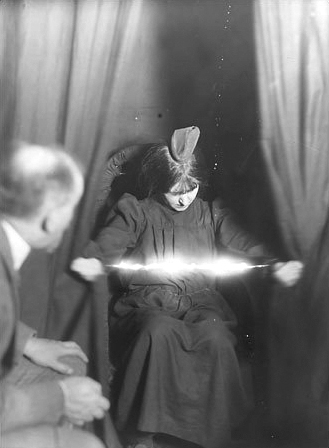
Eva C. (séance de juin 1911).

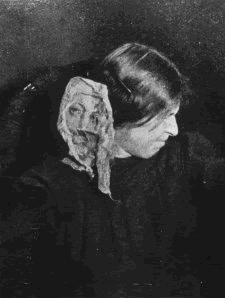
Eva C. (1912).

Schrenck-Notzing s'intéressa particulièrement aux médiums. Il est connu pour ses expériences du début des années 1920 avec le médium Willi Schneider, ainsi que le rapporte Thomas Mann.

### Éva C.
Schrenck-Notzing analysa le cas de la médium Éva Carrière. Il pensait que les ectoplasmes qu'elle exhibait étaient authentiques mais n'avaient rien à voir avec des esprits : il s'agissait, selon lui, d'idéoplastie, au moyen de laquelle le médium peut matérialiser les images formées dans son esprit. Il publia en 1920 l'ouvrage en anglais Phenomena of Materialisation, comportant des photographies d'ectoplasmes. Plusieurs analyses de ces clichés ont pu en révéler les fraudes,,,,.

### Ladislas Laszlo et Karl Kraus
D'autres prétendus médiums, tels le Hongrois Ladislas Laszlo et l'Allemand Karl Kraus abusèrent Schrenck-Notzing et soit avouèrent leurs fraudes, soit furent démasqués,,,.
Dans le domaine de la parapsychologie, Schrenck-Notzing se révèle avoir été un observateur crédule qui n'entoura ses expériences d'aucun dispositif de contrôle scientifique et critique.

## Œuvres
- Ein Beitrag zur therapeutischen Verwertung des Hypnotismus « Contribution à l'utilisation thérapeutique de l'hypnose », Vogel, Leipzig 1888, (Thèse) (Version numérisée)
- Der Hypnotismus im Münchener Krankenhause (links der Isar): eine kritische Studie über die Gefahren der Suggestivbehandlung « L'Hypnotisme à l'hôpital de Munich : étude critique sur les dangers du traitement suggestif », Abel, Leipzig 1894, (Version numérisée)
- Ueber Spaltung der Persönlichkeit « Sur le clivage de la personnalité », Wien 1896
- Suggestion und Erinnerverfälschung im Bertoldprozeß « Suggestion et corruption dans le processus du souvenir de Berthold », Leipzig 1897
- Materialisations-Phänomene « Les phénomènes de matérialisation », Reinhardt, München 1914 (DNB-Link)
- Physikalische Phänomene des Mediumismus « Les phénomènes physiques des médiums », Reinhardt, München 1920
- Experimente der Fernbewegung (Telekinese) im psychologischen Institut der Münchener Universität « Expériences sur la télécinèse à l'Institut psychologique de l'Université de Munich », Union, Stuttgart 1924
- Der Betrug des Mediums Ladislaus Laszlo « La fraude du médium Ladislas Laszlo », Leipzig 1924
- Grundfragen der Parapsychologie « Questions fondamentales de la parapsychologie » (1929)
- Die Entwicklung des Okkultismus zur wissenschaftlichen Parapsychologie in Deutschland « Le développement de l'occultisme pour la parapsychologie scientifique en Allemagne ». Leipzig 1932.